# Ольшак (Мазовецьке воєводство)
Ольшак (пол. Olszak) — село в Польщі, у гміні Пултуськ Пултуського повіту Мазовецького воєводства.
Населення — 88 осіб (2011).
У 1975-1998 роках село належало до Цехановського воєводства.

## Демографія
Демографічна структура станом на 31 березня 2011 року:
|          | Загалом | Допрацездатний вік | Працездатний вік | Постпрацездатний вік |
| -------- | ------- | ------------------ | ---------------- | -------------------- |
| Чоловіки | 44      | 6                  | 36               | 2                    |
| Жінки    | 44      | 9                  | 22               | 13                   |
| Разом    | 88      | 15                 | 58               | 15                   |